# Provincia Mukdahan
Mukdahan (în thailandeză มุกดาหาร) este o provincie (changwat) din Thailanda. Situată în regiunea de Nord-Est, provincia Mukdahan are în componența sa 7 districte (amphoe), 53 de sub-districte (tambon) și 493 de sate (muban). 
Cu o populație de 336.846 de locuitori și o suprafață totală de 4.339,8 km2, Mukdahan este a 64-a provincie din Thailanda ca mărime după numărul populației și a 52-a după mărimea suprafeței.